# 帕摩竹巴
帕摩竹巴，全稱帕摩竹巴·多傑嘉波（1100年—1170年；藏語：ཕག་མོ་གྲུ་པ་རྡོ་རྗེ་རྒྱལ་པོ།，威利转写：phag mo gru pa rdo rje rgyal po，THL：Phagmo Drupa Dorje Gyalpo），為藏傳佛教噶舉派傳承祖師，塔布噶举系帕竹噶举支系创始人。帕摩竹巴曾經遍學諸派教義，且依止薩迦派貢噶寧波為師。後又師承岡波巴，廣傳出噶舉派「四大八小」的八小支派。
生于喀木（康区）南部金沙江止垅勒雪（又作止垅乃学、直隆子雪）的达峨芒康地方，属韦哇纳盘托家族人。父亲名叫韦哇阿达，母亲名叫若切萨准勒。他幼年父母双亡，由叔父收养。九岁在甲奇寺出家，取名多吉杰波。他才智过人，自学文字、画佛像。先后从师十六人学法，主学《入菩提行论》。十九岁时，赴前藏堆隆嘉玛尔寺学《中观》和《量释论》。跟随噶当派高僧杨冈巴、敦登巴等学习“发愿菩提心”法、《教法次第》。1134年，在苏浦寺由甲杜作亲教师为他授比丘戒，学《戒经》。学显教法时，坚持修四时禅定（晨、午、昏、夜），被人称为却擦哇。后跟随玛尔·却吉坚赞学习《胜乐密续》等密法，跟随瓜译师学各家真传的密教修法，跟随萨迦寺的萨钦学道果教授等。拜塔波拉杰为师，获得许多密法和大印法门真传，于是以塔波拉杰为根本上师。塔波拉杰死后返乡，在蔡岗收徒传法，声名远播。慕名来学法之人越来越多。他把所学及自身体验写成《噶吉酿格》一书，进行传授。1158年，于前藏的帕木竹（今西藏山南市乃东区泽当街道雅鲁藏布江北岸）地方，创建丹萨替寺，于是被人称为帕木竹巴，他所建支派也被称为帕木竹巴派，门徒众多，达八百人，见于经传者有十余人。后来帕竹噶举支系又分出止贡、达垅、主巴、雅桑、绰浦、修赛、叶巴、玛仓等八小支系，其中止贡、达垅、主巴三小支系流传至今。达珑塘巴、止页巴等也归附其门下，接受特殊密法传授。1170年七月二十日圆寂。